# فوشین بوگیو
فوشین بوگیو (به ژاپنی: 普請奉行 Fushin bugyō)، مقامی در شوگون‌سالاری توکوگاوا در دوره ادو ژاپن بود. منصوبان این دفتر برجسته معمولاً از دایمیوهای فودای بود.
فوشین بوگیو مسئولی بود که توسط باکوفو برای کارهای عمومی - برای پروژه‌های ساختمانی که شامل مهندسی عمران مانند پروژه‌های احیای زمین، برای حفاری خندق‌ها و کانال‌ها، و برای جمع‌آوری سنگ و برپایی دیوارها انتخاب می‌شد (که در حال حاضر به عنوان وزیر زمین، زیرساخت، حمل و نقل و گردشگری شناخته می‌شود).
در نتیجه تجربیات مربوط به قلعه سازی در دوره آزوچی-مومویاما و اوایل دوره ادو، عملکرد معماری توکوگاوا، مانند ساخت مجموعه مقبره در نیککو، به عنوان این موقعیت در سال ۱۶۵۲ به عنوان یک اقدام امنیتی ضروری در نظر گرفته شد.